# Lukšići Ozaljski
Lukšići Ozaljski is een plaats in de gemeente Ozalj in de Kroatische provincie Karlovac. De plaats telt 52 inwoners (2001).